# Puiseux-le-Hauberger

Puiseux-le-Hauberger este o comună în departamentul Oise, Franța. În 1 ianuarie 2022 avea o populație de 859 de locuitori.